# طوائف

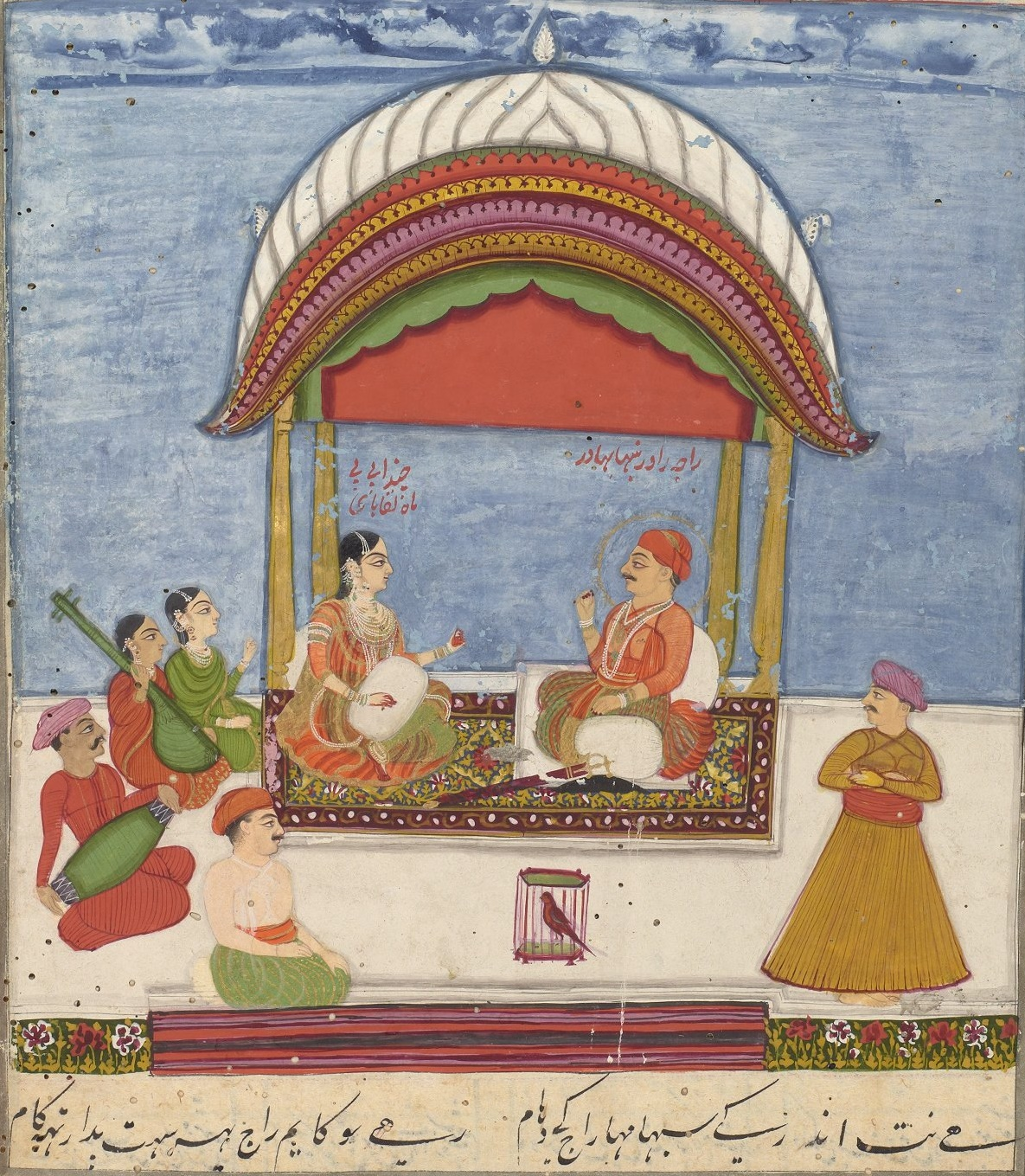
طوائف مشهور، مه‌لقا بای، نزد مهاراجه شعر می‌خواند

طوائف نام دخترانی رقصنده یا روسپیان زن بسیار موفقی بود، که به اشراف هندوستان، به ویژه در دوران گورکانی، خدمات می‌دادند. بسیاری از طوائف‌ها به دلیل کمبودهای پدید آمده در عصر راج بریتانیا، مجبور به تن‌فروشی شدند.
این خواننده‌ها و رقصندگان حرفه‌ای که در شمال هند به طوائف، بایجی‌ها در بنگال و نایکین در گوا معروف بودند، در دوران حکومت بریتانیا به عنوان «دختر ناچ» لقب گرفتند. طوائف‌ها از قرن شانزدهم به بعد عمدتاً گروهی در شمال هند مرتبط با امور فرهنگی دربار مغولان گورکانی بودند و با تضعیف حکومت مغول در اواسط قرن هجدهم برجسته تر شدند. آنها کمک قابل توجهی به تداوم فرم‌های رقص و موسیقی سنتی کردند. طوائف در موسیقی، رقص (مجرا)، تئاتر، و سنت ادبی اردو برتری داشتند و به گسترش این هنرها کمک می‌کردند، و مرجعی در آداب معاشرت محسوب می‌شدند.